# Georg von Berger
Georg (George) Lionel Ernst Albrecht Ritter und Edler Herr von Berger (* 12. Februar 1905 in Dresden; † 20. April 1945 in Gironde) war ein deutscher Fregattenkapitän der Kriegsmarine. Er war einziger Kommandant von Z 26 und Z 32 und überlebte beide Schiffsuntergänge.

## Leben

### Herkunft
Georg von Berger entstammte dem hannoverschen Adelsgeschlecht von Berger. Ein Vorfahre, Johann Heinrich Berger (1657–1732), wurde am 31. Mai 1717 in Wien mit dem Prädikat Ritter und Edler Herr von Berger in den Reichsritterstand erhoben. Georg von Berger war der zweite Sohn des späteren sächsischen Generalmajors Otto von Berger und Hedwig von Lüneburg (* 1882).

### Werdegang
Georg von Berger trat 1925 in die Reichsmarine ein. Als Leutnant zur See (Beförderung 1. Oktober 1930) am war er 1931 auf dem Torpedoboot T 196. Im November 1936 war er als Kapitänleutnant (Beförderung am 1. September 1935) Ausbildungsoffizier auf der Emden.
In der Kriegsmarine war er bis September 1939 Erster Offizier auf der Z 6 Theodor Riedel. Von November 1939 bis Oktober 1940 war er Referent im Marinepersonalamt des OKM.
Nach der Baubelehrung übernahm er als Korvettenkapitän mit der Indienststellung im Januar 1941 die Z 26, welche der 8. Zerstörerflottille zugeteilt wurde. Ab dem 28. März 1942 war die Flottille bei schlechten Witterungsverhältnissen gegen den Geleitzug PQ 13 eingesetzt. Die deutschen Zerstörer waren auf der Suche nach dem Geleitzug zuerst auf den versprengten Frachter Bateau (4687 BRT) getroffen, den Z 26 versenkte. Bei geringer Sicht und Schneetreiben stießen die deutschen Zerstörer am 29. März 1942 auf den vor dem Geleitzug laufenden Kreuzer Trinidad und den Zerstörer Fury. Die Trinidad schoss Z 26 manövrierunfähig. Z 24 und Z 25, zwei andere Zerstörer der Flottille, konnten 88 Mann von der sinkenden Z 26 retten. Das deutsche U-Boot U 378 konnte acht Überlebende von Z 26 aus einem Rettungsboot übernehmen. Der Kommandant von Berger überlebte. 240 Mann starben beim Untergang der Z 26.
Mitte September 1942 übernahm er mit der Indienststellung das Kommando über die Z 32, welche anfangs der 6. Zerstörerflottille, später der 8. Zerstörerflottille, angehörte. Am 1. September 1943 wurde er zum Fregattenkapitän befördert und erhielt am 12. Januar 1944 das Deutsche Kreuz in Gold verliehen. Am 8. Juni 1944 war der Zerstörer auf dem Weg nach Cherbourg, um dort Minen zu laden und diese vor Brest zu verlegen. Diese Unternehmen war den Alliierten aber durch Ultra, dem Abhören und Entziffern des deutschen Militärfunkverkehrs, bekannt und sie suchten den deutschen Kriegsschiffverband für das Minenlegen vor Brest mit einem starken eigenen Zerstörerverband abzufangen. Die deutsche 8. Zerstörerflottille mit T 24, Z 24, ZH 1 und Z 32 unter dem Kommando von Kapitän zur See Theodor von Mauchenheim kam im Ärmelkanal ins Artilleriegefecht mit sieben alliierten Zerstörern. Bei dem Gefecht erhielt Z 32 so schwere Treffer, dass das Schiff zur Rettung der Besatzung auf einen Felsen vor der Île de Batz aufgefahren wurde und die Besatzung unter Feindbeschuss den Zerstörer in Booten und Flößen verließen. Etwa 40 Mann der Besatzung kamen beim Untergang ums Leben. Die Überlebenden, unter ihnen auch der Kommandant von Berger, wurden später von einem deutschen Vorpostenboot aufgenommen. Z 32 wurde nach dem Auffahren auf den Felsen noch durch Sprengung von der Besatzung zusätzlich zerstört.
Der Flottillenchef, Kapitän zur See von Mauchenheim, wurde abgesetzt und von Berger übernahm ab Juli 1944 das Kommando über die 8. Zerstörerflottille. Bis zu diesem Zeitpunkt hatte die Flottille bereits einige Zerstörer verloren. Die Verluste stiegen aber weiter an. So wurden Ende August 1944 Z 23, Z 24 und Z 37 versenkt und im gleichen Monat die 8. Zerstörerflottille erstmalig aufgelöst.
Aus dem restlichen Personal der Flottille wurde in der Festung Gironde-Süd im August 1944 das Marine-Bataillon „Narvik“ aufgestellt und unter die Führung von Bergers gestellt. Das Bataillon kam in der Festung im Erdkampf zum Einsatz. Bereits im Monat darauf übergab er das Kommando an Korvettenkapitän Carl-Heinz Birnbacher.

Zum 3. Oktober 1944 vermerkte das Kriegstagebuch der Seekriegsleitung noch:
Gironde-Süd:

Aus Besatzungen Z 24, T 24 u. a. ist Btl. „Narvik“ in Stärke von 458 Mann aufgestellt. Kommandeur Freg.Kapt. von Berger.
Mit der Übernahme des Kommandos über das Marine-Bataillon Ende August 1944 war er zusätzlich Chef des Stabes des Festungskommandanten Gironde-Süd geworden, was er bis zu seinem Tod blieb.
Ab dem 2. November 1944 war von Berger vorübergehend mit der Führung der Festung Gironde-Süd beauftragt, da der eigentliche Festungskommandant Generalmajor der Pioniere Fritz Meyer erkrankt und daher abgesetzt worden war. Am 6. November 1944 meldete er die befehlsmäßige Kommandoübernahme und befahl die Sprengung des Seebahnhofs Le Verdon planmäßig nach dem 10. November 1944. Am 11. November 1944 wurde im Kriegstagebuch der Seekriegsleitung die Teilsprengungen des Seebahnhofes Le Verdon vermerkt. Am 20. November 1944 traf der neue Festungskommandant, Oberst Christian Sonntag, ein, welcher am 23. November 1944 das Kommando von von Berger übernahm. Nachdem der Festungskommandant Oberst Sonntag bei einem Unfall tödlich verletzt worden war, war von Berger wiederum Anfang April 1945 in Vertretung Festungskommandant Gironde-Süd.
Ende April 1945 übergab von Berger Pointe de Grave, wo sich bereits Birnbacher als letzter Kampfgruppen-Kommandant ergeben hatte, an die Alliierten. Kurze Zeit später wurde er, bereits Gefangener, erschossen. Als Grund der Erschießung wurde angegeben, dass er in seiner Vertretungszeit als Festungskommandant die Zerstörung der Mole und des Seebahnhofs Le Verdon befohlen hatte. Sein Grab ist auf der deutschen Kriegsgräberstätte Berneuil.

### Familie
Georg von Berger heiratete am 12. Mai 1933 in Holdenstedt Berta von der Wense (* 1910).